# Walter Owen Bentley
Walter Owen Bentley, ofta kallad W.O. Bentley eller bara "W.O.", född 16 september 1888 i Hampstead i London, död 13 augusti 1971 i Woking i Surrey, var grundare av biltillverkaren Bentley Motors.
Under första världskriget tjänstgjorde han som kapten i Royal Naval Air Service och arbetade bl a med förbättringar av motorkonstruktionerna i flygplanen. 
Efter kriget 1920 grundade han Bentley Motors. Han designade Bentley 3 Litre, som var för tiden mycket avancerad med 4 ventiler per cylinder (först i världen) och dubbla tändstift. Bilen var ytterst pålitlig och vann Le Mans 24-timmars 1924 och efterföljande modeller upprepade bedriften varje år mellan 1927 och 1930. 
Trots tävlingsframgångarna lyckades inte W.O. få ekonomin gå ihop och han tvingades sälja aktiemajoriteten för att få pengar. Wall Street-kraschen tog slutligen knäcken på företaget och han sålde ut 1931 till ett anonymt holdingbolag, som visade sig vara ärkerivalen Rolls-Royce. 
W.O. stannade kvar i företaget till 1935, då Rolls-Royce la ner tävlingsverksamheten. Han gick då över till Lagonda och kunde då fortsätta med tävling. 1935 vann Lagonda M45 Rapide Le Mans 24-timmars. Hos Lagonda konstruerade W.O. även en V12-motor på 4,48 liter och 180 hk (134 kW) - ett fullkomligt mästerverk. 
Efter andra världskriget köptes Lagonda av traktortillverkaren David Brown, som slog ihop det med Aston Martin. Brown köpte Lagonda huvudsakligen för att komma åt W.O.:s ingenjörstekniska kunskaper och placerade omedelbart dennes raka 2,6-liters sexa i sin DB2. Denna pålitliga motor med dubbla överliggande kamaxlar användes av Aston Martin ända till 1959. 
W.O. stannade en tid som konstruktör hos Aston Martin, men gick sedan över till Armstrong Siddeley, där han konstruerade en 3-litersmotor med dubbla överliggande kamaxlar innan han gick i pension. 

## Trivia
Vid presentation av varje ny modell av Bentley, används registreringsskylten 1 WO till hans ära.